# Хуснан Бей Фанани
Ху́снан Бей Фана́ни (индон.  Husnan Bey Fananie ) (род. 13 ноября 1967, Джакарта) – индонезийский политик и дипломат. Относится к социально-культурной группе индонезийцев сантри.

## Краткая биография
В 1982 г. окончил среднюю школу в Джакарте, в 1986 г. - мусульманский колледж  в Понорого,  в 1988 г. –  там же педагогический факультет института образования «Даруссалам», в 1990 г. – английское отделение Национального института современных языков  Университета Каид-и Азама (Исламабад), в  1993 г.– факультет исламских исследований и политики  в  Университете Пенджаба в Лахоре. В 1997 г. на факультете теологии Лейденcкого университета защитил магистерскую диссертацию на тему «Модернизм в исламском образовании в Индонезии и Индии. Исследование на примере деятельности мусульманских средних школ  в Понорого  и Алигархе» . В 2015 г. закончил докторантуру Университета «Сунан Калиджая» в Джокьякарте по профилю «ислам и политика» и получил ученое звание доктора философии.
С 1990-х гг. член мусульманской Партии единства и развития (ПЕР), в 2007-2015 гг. – заместитель генерального секретаря партии.
Карьеру начал в 2001 г. личным помощником вице-президента Индонезии по вопросам образования, религии, социально-политическим, религиозным и культурным вопросам, а также проблемам международных отношений (до 2004 г.). В 2002-2007 гг. являлся главным редактором журнала «Пакар» (Специалист). В 2009-2012 гг. – специальный чиновник при министре религий правительства Индонезии. В 2012-2014 гг. – член парламента от ПЕР (3 округ Западной Явы), работал в первой комиссии парламента, ведающей иностранными делами.
С мая 2016 г. чрезвычайный и полномочный посол Индонезии в Азербайджане. Получил назначение на пост 13 января, а Верительные грамоты вручил президенту Азербайджана 3 мая 2016 г.  .

## Награды
- Почётный профессор Азербайджанского университета языков (2018)[6]
- Звание «Посол – друг азербайджанской прессы» (Национальная ассоциация прессы Азербайджана, 2018)[7].

## Хобби
Рисует (в том числе и методом батика), играет на многих музыкальных инструментах, сочиняет стихи.

## Публикации
- Modernism in Islamic Education in Indonesia and India: A Case Study of the Pondok Modern Gontor and Aligarh. Masters thesis, Leiden University, 1997, 200 pages.
- Haji dalam perspektif Al- Qur’an // Dinamika dan perspektif haji Indonesia. Kementerian Agama RI, Direktorat Jenderal Penyelenggaraan Haji dan Umrah, 2010.
- Ranahku kasihku (Земля моя, любовь моя. Сборник стихов). Jakarta:  Fananie Center, 2016. ISBN 9786027065833

## Семья
- Отец  Х. Русди Бей Фанани бин К.Х Зайнуддин Фанани - педагог
- Мать Х. Кики Закия бинти Х. Заини Меки
- Супруга Диан Сарастин Индах
- Дети Кифа Гибралтар Бей Фанани и Руми Чахайя Нурани Бей Фанани